# Frederic Baraga

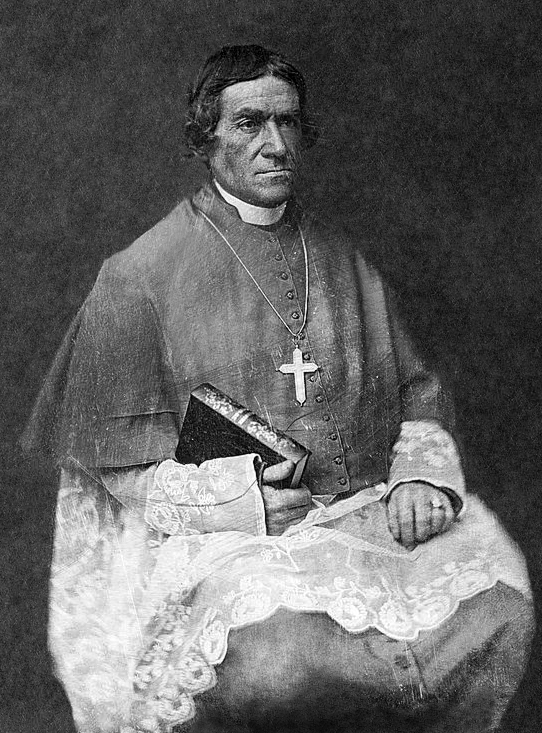
Bischof Frederic Baraga 1797–1868

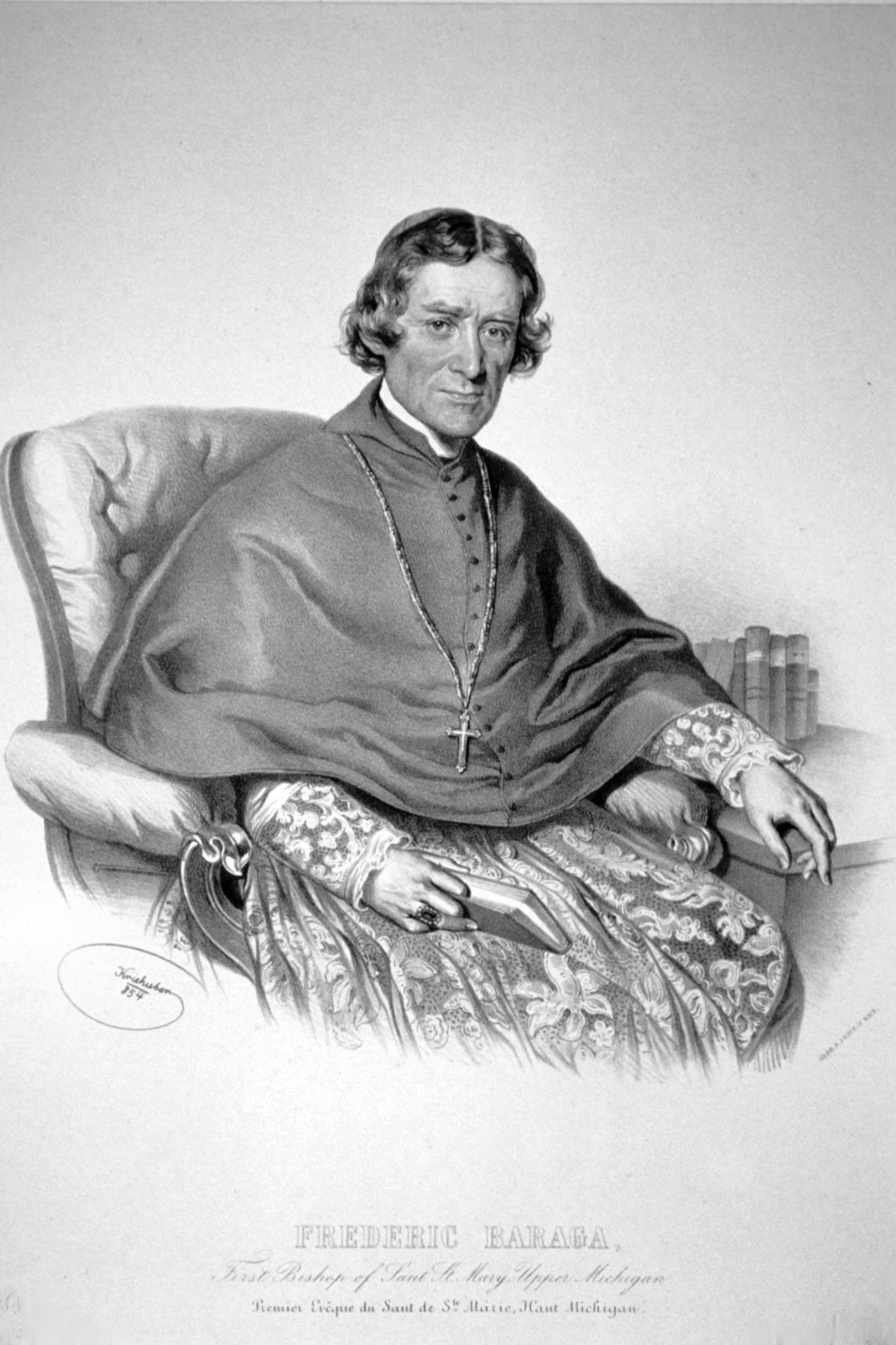
Friedrich Baraga Lithographie von Josef Kriehuber, 1854

Wappen von Frederic Baraga mit dem Wahlspruch Unum est necessarium – „Eins ist notwendig“ (Lk 10,42 EU)

Frederic Baraga, VDS (* 29. Juni 1797 in Mala vas / Kleindorf, Markgrafschaft Krain, Kaisertum Österreich; † 19. Januar 1868 in Marquette (Michigan), USA) war ein slowenisch-stämmiger Amerikaner und römisch-katholischer Missionar und Bischof.

## Leben

### Herkunft und frühe Jahre
Frederic Baraga wurde als Irenej Friderik Baraga im Herrenhaus von Mala Vas (damalige Gemeinde Kleindorf Nr. 16) nahe Dobrnič in der Krain geboren, das heute zur slowenischen Gemeinde Trebnje gehört.
Er wuchs auf in der Zeit der napoleonischen Kriege, in denen das Gebiet des heutigen Sloweniens für einige Jahre einen Teil der Illyrischen Provinzen des Kaisertums Frankreich bildete, ehe es nach 1815 wieder ein Kronland des Kaisertums Österreich wurde. Die Schulsprache wechselte daher in seiner Kindheit mehrfach zwischen Französisch und Deutsch, obgleich seine Muttersprache Krainerisch/Slowenisch war. Zusätzlich waren Latein und Altgriechisch verpflichtende Sprachen auf höheren Schulen. Somit war Baraga im Alter von 16 Jahren mehrsprachig, was ihm im späteren Leben sehr nützlich wurde.

### Priesteramt
Baraga inskribierte zunächst am Juridicum der Universität Wien, ehe er in das Wiener Priesterseminar eintrat. Am 21. September 1823 empfing er in der Kathedrale St. Nikolaus in Laibach die Priesterweihe. Als Jungpriester war er ein entschiedener Gegner des Jansenismus und schrieb zu dieser Zeit ein geistliches Buch in slowenischer Sprache mit dem Titel Dušna paša (Nahrung für die Seele).
1830 meldete er sich freiwillig, dem Bischof Edward D. Fenwick von Cincinnati als Priester für dessen wachsende Gemeinde und dessen riesiges Missionsgebiet zu dienen. Ein Jahr später wurde Baraga zur Ottawa-Indianermission in Arbre Croche (heute Cross Village (Michigan)) geschickt, um seine Studien in der Ottawa-Sprache zu vollenden, die er in Cincinnati begonnen hatte.
Als Resultat veröffentlichte er 1832 das erste Buch, das je in Ottawa-Sprache geschrieben wurde; „Otawa Anamie-Misinaigan“ lautete der Titel des Katechismus- und Gebetbuchs. Nach einem kurzen Aufenthalt in einer Missionsstelle im heutigen Grand Rapids zog er 1835 nordwärts, um bei den Ojibway-Indianern (Chippewa) in La Pointe (im heutigen Wisconsin), einer vormaligen Jesuitenmission am Lake Superior, zu wirken.
1843 gründete er eine Missionsstelle in L'Anse (Michigan). Damals erhielt er den Spitznamen „Schneeschuhpriester“, da er in den harten Wintern jährlich hunderte Meilen auf Schneeschuhen zurücklegen musste. Er half auch, die Indianer vor drohender Umsiedlung zu schützen, und gab ein Wörterbuch und eine Grammatik der Ojibway-Sprache heraus. Obgleich diese von bedeutendem historischen Wert sind, gelten sie heutzutage nicht als Basiswerke dieser Sprache.

### Bischofsamt
Am 29. Juli 1853 wurde Baraga durch Papst Pius IX. zum Titularbischof von Amyzon und Apostolischen Vikar von Obermichigan ernannt. Die Bischofsweihe spendete ihm am 1. November 1853 Erzbischof John Baptist Purcell in der Kathedrale St. Petrus in Ketten von Cincinnati (Ohio).
Baraga war ab Januar 1857 der erste Bischof der katholischen Diözese von Sault Sainte Marie (Michigan), die aus dem Apostolischen Vikariat von Obermichigan hervorging, ab 1865 Bistum Sault Sainte Marie-Marquette und heute Bistum Marquette heißt.
Ab 27. Juli 1852 begann er Tagebücher zu führen (primär in Deutsch, mit englischen, französischen, slowenischen, Chippewa-, lateinischen und italienischen Beiworten), die seine Missionsreisen sowie die Beziehung zu seiner Schwester Amalia beschreiben. Damals durchlebte das Gebiet eine Bevölkerungsexplosion, als tausende Arbeiter zu den Kupfer- und Eisenerzbergwerken nahe Houghton, Ontonagon (Michigan) und Marquette strömten. Für seine wenigen Priester wurde es zur Herausforderung, für die Bedürfnisse von immigrierten Bergarbeitern und Autochthonen da zu sein. Andererseits bedeutete dies auch den regionalen Aufschwung und die Intensivierung der Verkehrsverbindungen auf dem Lake Superior.
Dennoch waren im Winter die Schneeschuhe die einzigen Fortbewegungsmittel, die er auch mit 60 Lebensjahren noch benutzte. Als letzte große Herausforderung hatte Baraga die ethnische Vielfalt seiner Diözese zu meistern, wo neben Autochthonen auch die älteren französischen Siedler und die neuen deutschen und irischen Bergarbeiter lebten. Schwierigkeiten entstanden aufgrund der Sprachbarrieren: Während Bischof Baraga selbst acht Sprachen fließend beherrschte, fand er kaum Priester mit denselben Fähigkeiten.
Bischof Baraga reiste zweimal nach Europa, um Spenden für sein Bistum zu sammeln. Dabei wurde ihm von Kaiser Franz Joseph I. ein Juwelenkreuz und ein Bischofsring übergeben, den der Bischof jedoch verkaufte.
Daneben schrieb er zahlreiche Briefe an die Congregatio de Propaganda Fide, in denen er über seine Missionstätigkeit berichtete. Diese Briefe wurden damals vielfach publiziert und veranlassten u. a. den Johannes Nepomuk Neumann und Franz Xaver Pierz in die Vereinigten Staaten überzusiedeln. Baraga wurde für sein Wirken in ganz Europa berühmt. In seinen letzten zehn Lebensjahren nahm seine gesundheitliche Konstitution immer mehr ab, er ertaubte und erlitt eine Reihe von Schlaganfällen.
Er starb am 19. Januar 1868 in Marquette. Er wurde in der Krypta der dortigen Cathedral of Saint Peter bestattet.

## Ehrungen

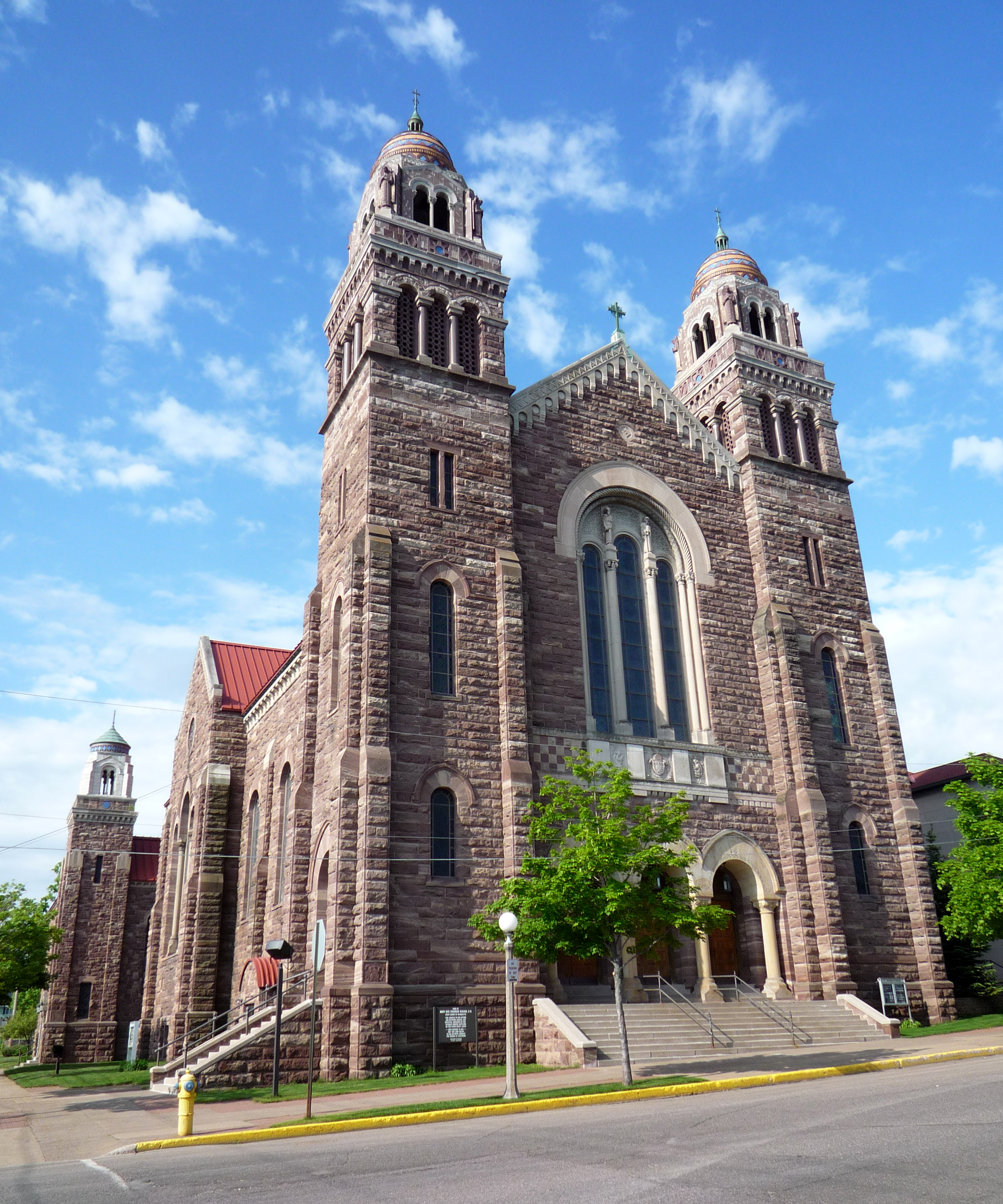
Bischof Baraga liegt bestattet in der St. Peter Cathedral von Marquette

Am 10. Mai 2012 erklärte Papst Benedikt XVI. Frederic Baraga zum Ehrwürdigen Diener Gottes, ein entscheidender Schritt zur Seligsprechung. Der Ort Baraga, das Baraga Township, das Baraga County und der Baraga State Park (alles in Michigan) tragen seinen Namen. Von Jack E. Anderson wurde eine Statue Baragas in L’Anse (Michigan) gestaltet. Eine katholische Schule in Iron Mountain wurde nach ihm in Bishop Baraga Catholic School benannt.
Ein Gedenkkreuz, das Baraga selbst als Dank für das Erreichen des Ufers während eines Unwetters auf dem Lake Superior 1846 errichtete, steht heute in Schroeder (Minnesota) an der Mündung des Cross River. Das Holzkreuz wurde durch eines aus Granit ersetzt, das die Zeiten überdauerte.